# Robert' K'obliashvili
Robert' K'obliashvili (in georgiano რობერტ კობლიაშვილი?; Norio, 6 dicembre 1993) è un lottatore georgiano, specializzato nella lotta greco-romana.

## Biografia
Ha rappresentato la Georgia ai Giochi olimpici estivi di Rio de Janeiro 2016.

## Palmarès
- Mondiali

Parigi 2017: bronzo negli 85 kg.
Budapest 2018: bronzo negli 87 kg.
- Europei

Riga 2016: argento negli 85 kg.
Kaspijsk 2018: oro negli 87 kg.